# Ascona

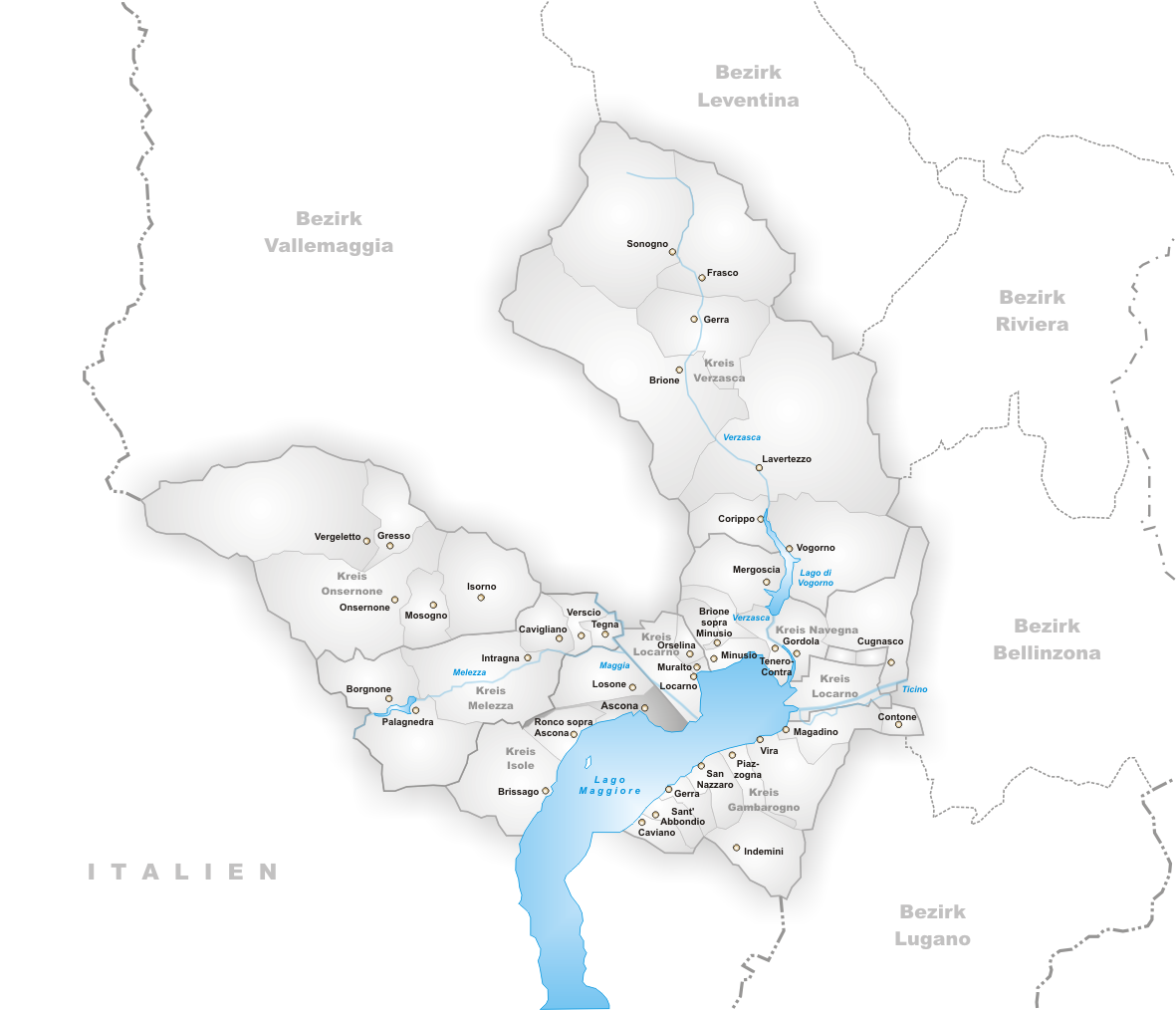
Ascona község térképe

Ascona város Svájc olasz nyelvű részén, Ticino kantonban, Locarno kerületben, a Lago Maggiore partján.

## Fekvés
Ascona a Lago Maggiore partján épült, a Maggia-folyó deltájánál.

## Látnivalók

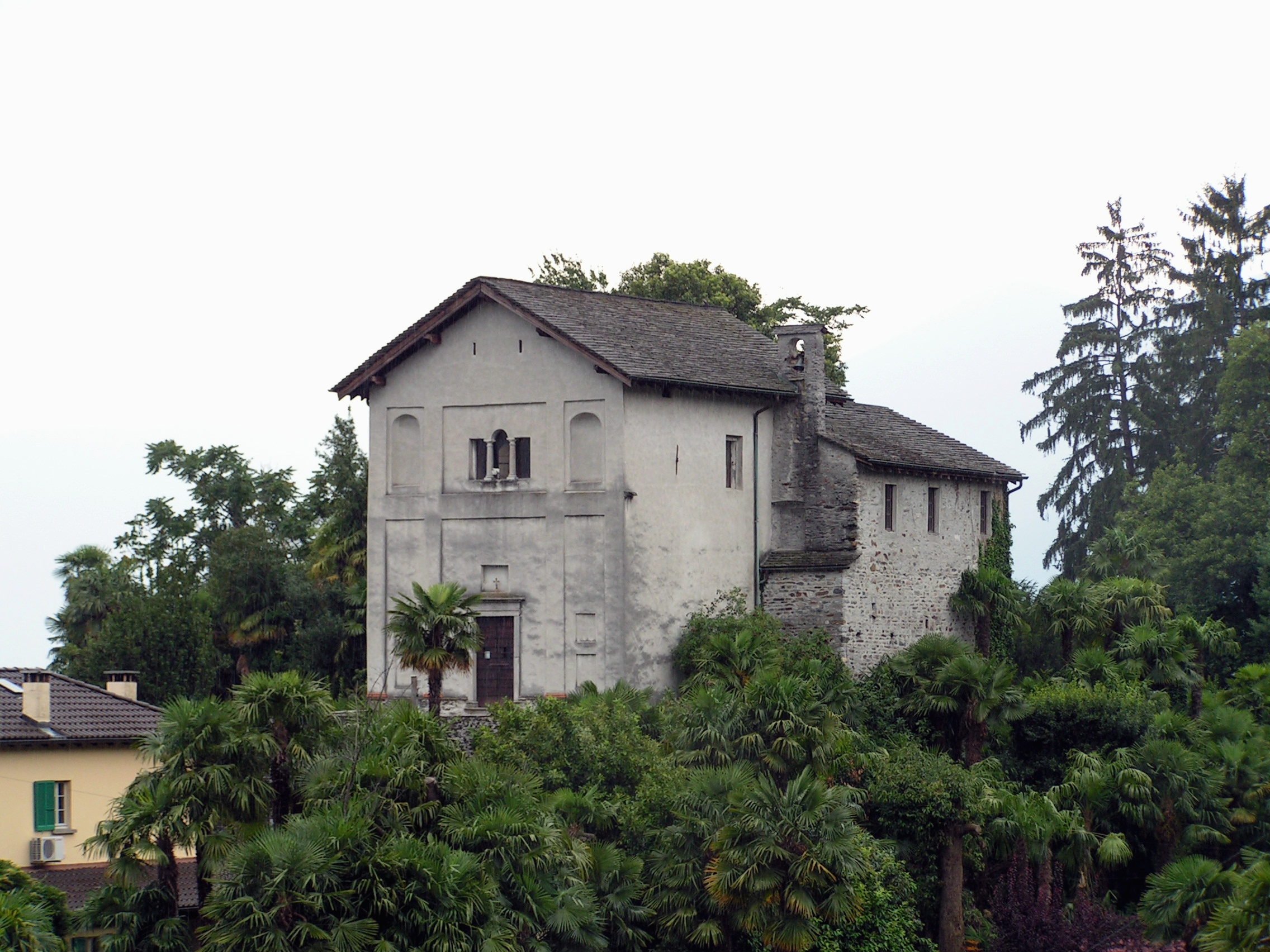
A San Michele templom és kastély romjai

- A San Michele-kastély a várostól nyugatra fekszik, kelta eredetű, amelyet a  longobárd korban építettek újjá.
- A Carcani és Griglioni kastélyok (13. sz.)
- A San Materno-kastély

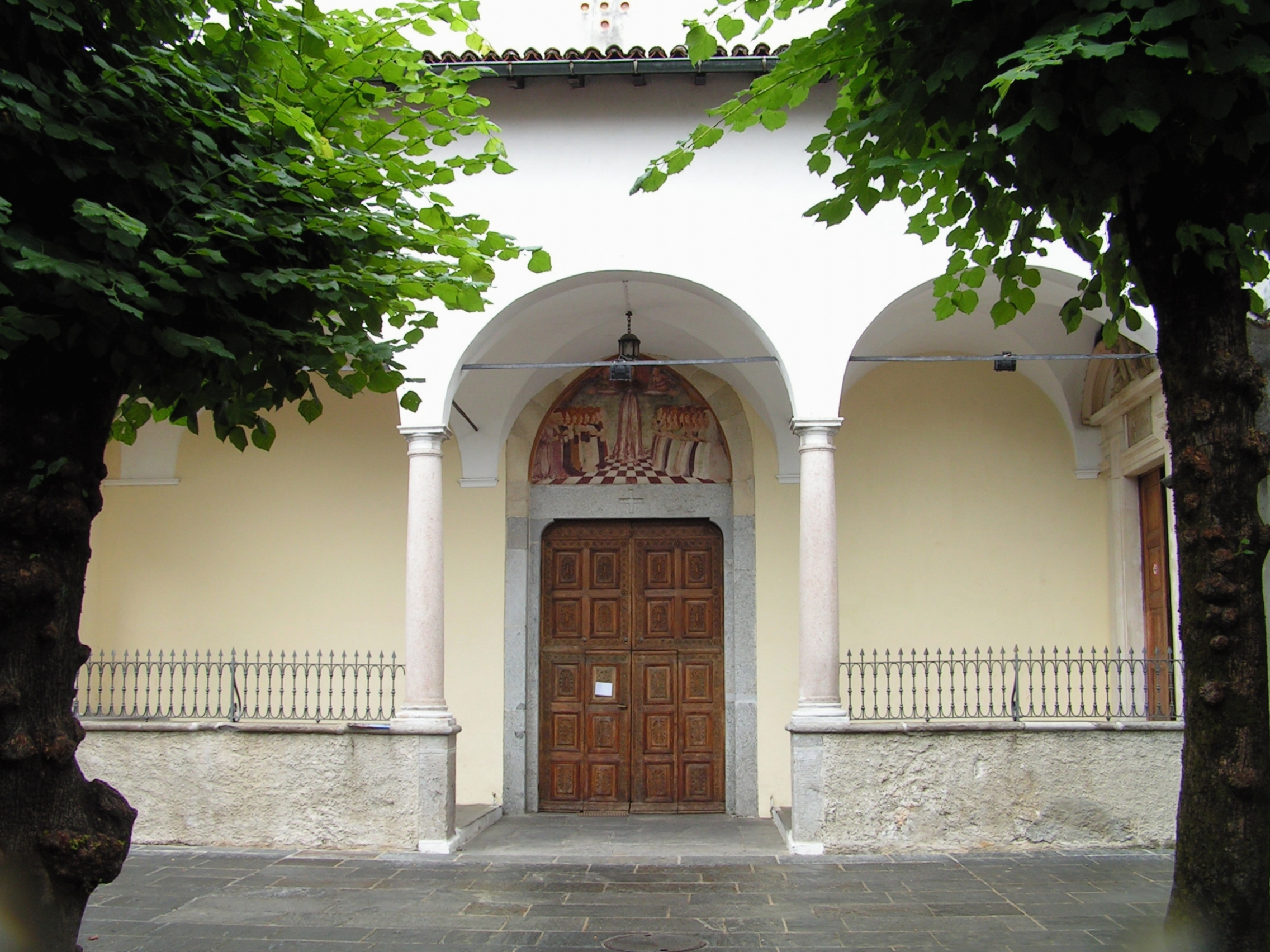
A Madonna della Misericordia-templom

- A Santa Maria della Misericordia egyike Svájc legtöbb gótikus freskót őrző templomainak

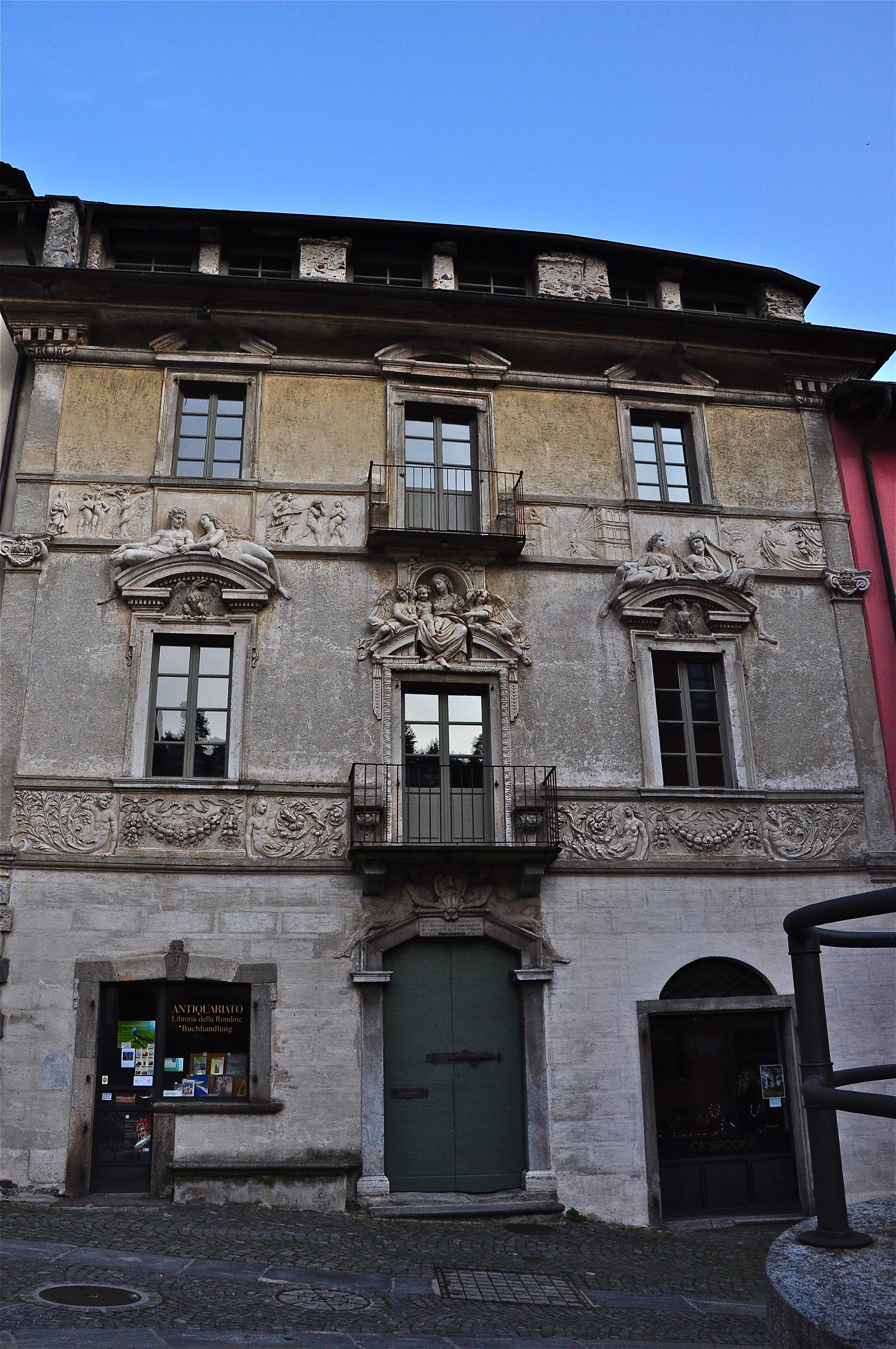
Casa Serodine

- A Városháza : 1606 óta tölti be ezt a funkciót.

### A Verità-hegy
A 20. sz. elején itt alapította Ida Hoffmann (1864-1926) és Henri Oedenkoven (1875-1935) a Verità-hegyi szanatórium alternatív közösségét, amelynek tagjai a természetközeliséget keresik, ennek megfelelően vegetáriánusok és naturisták.  
A közösség vendégei voltak többek között Hermann Hesse, Rainer Maria Rilke, Erich Maria Remarque és Otto Gross.
A területet 1926-ban megvásárolta Eduard von der Heydt, majd Ticino kantonnak adományozta.

## Turizmus

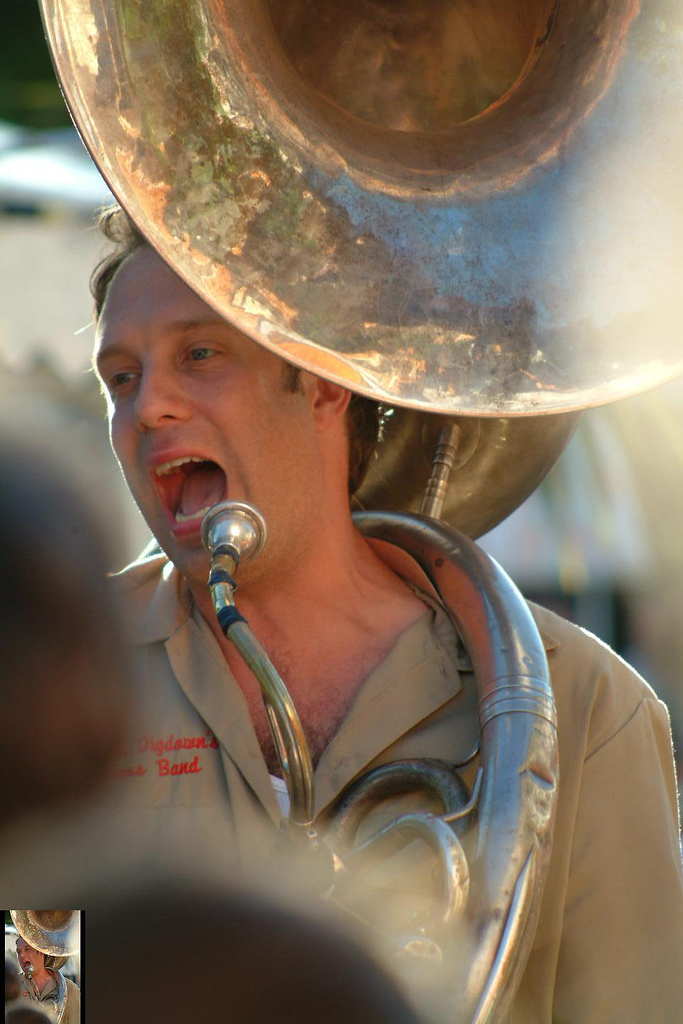
Ascona Jazz Festival

Kedvelt üdülőhely. 1979-ben itt zajlott a Játék határok nélkül sorozat egyik epizódja. 1985 óta, június végén, július elején évente megrendezik a New Orleans-i mintájára a nemzetközi dzsesszfesztivált.

## Magyar vonatkozása
Élete utolsó tizenkét évében itt élt és alkotott Háy Gyula.